# Science City Jena
Science City Jena ist eine deutsche Basketballmannschaft aus dem thüringischen Jena. Nach dem Mitteldeutschen Basketball Club war Jena 2007 erst die zweite Mannschaft aus den ostdeutschen Bundesländern, die in die Basketball-Bundesliga aufgestiegen ist. Mit Platz 44 in der ewigen Tabelle der Bundesliga ist Jena außerdem der dritterfolgreichste Verein der ostdeutschen Bundesländer der Bundesligahistorie.
Die Gründung des Vereins Science City Jena e. V. erfolgte 2011 als Reaktion auf die Insolvenz des vorherigen Stammvereins TuS Jena. Der Verein ist mit über 400 aktiven Sportlern einer der 100 größten Basketballvereine Deutschlands sowie der größte in Mitteldeutschland und zählt zu den größten Sportvereinen Thüringens.

## Geschichte

### Anfänge des Basketballs in Jena (1912–1993)
Bereits 1912 beim „1. Vaterländischen Turn- und Spielfest“ wurde in Jena mit Korbball eine dem Basketball ähnliche Sportart ausgeübt. Tatsächlicher Basketball wurde in Jena spätestens seit 1938 gespielt, als eine Jenaer Auswahl der Hochschule für Lehrerbildung am Deutschen Turn- und Sportfest teilnahm. 1939 benannte Karl Feige, Direktor des Instituts für Leibesübungen der Friedrich-Schiller-Universität Jena, explizit Basketballsportstätten, die in Jena aufgebaut seien. 1940 trat eine Jenaer Basketballauswahl bei den Hochschulmeisterschaften an und wurde Sechster.
Nach dem Zweiten Weltkrieg war Basketball Teil des Lehrkonzeptes an der Universität und auch eine „Basketballgarnitur“ war noch an der Universität vorhanden. Basketball wurde dementsprechend in der Sportlehrerausbildung vermittelt. Aber erst Wolfgang Hercher, einer der ersten Sportstudenten der Universität Jena und 1952 Trainer der Damen-Basketballnationalmannschaft, gründete 1951 mit mehreren ehemaligen Mitgliedern der Handball- und Volleyballabteilungen die Basketballabteilung der Universität. Die HSG Uni Jena war 1953 Gründungsmitglied der Oberliga, der höchsten Spielklasse der DDR, und man konnte direkt den dritten Platz bei der Meisterschaft erreichen. Zwar gelangen den Saalestädtern noch drei Viertplatzierungen, zuletzt 1981, jedoch konnte man, nachdem die SED-Führung 1969 die Einstellung der finanziellen Förderung des Basketballs im Leistungssportbeschluss beschlossen hatte, nicht mehr mit den Standorten Leipzig, Halle oder Berlin konkurrieren. Erst gegen Ende der DDR konnte zumindest die Damenmannschaft der Universität wieder mit guten Platzierungen bei den Deutschen Meisterschaften Erfolge verbuchen. Jena war 1990 Gründungsort des Thüringer Basketball Verbands.

### Gründung im TuS Jena (1993–2007)
| Saison  | Liga   | Platz | Punkte | Körbe     |
| ------- | ------ | ----- | ------ | --------- |
| 2001/02 | 2. BBL | 12.   | 24:36  | 2544:2692 |
| 2002/03 | 2. BBL | 04.   | 48:16  | 2685:2489 |
| 2003/04 | 2. BBL | 08.   | 32:28  | 2425:2360 |
| 2004/05 | 2. BBL | 05.   | 38:22  | 2595:2456 |
| 2005/06 | 2. BBL | 02.   | 50:10  | 2605:2119 |
| 2006/07 | 2. BBL | 01.   | 48:12  | 2337:2049 |

Im Jahr 1993 wurde beim TuS Jena die Sportart Basketball neu aufgenommen und eine eigene Abteilung gegründet. Die Spieler kamen von Carl Zeiss Süd und im Jugendbereich vom USV Jena. 1995 spielte der Verein in der Regionalliga Südost, der damals dritthöchste deutsche Spielklasse, stieg jedoch nach einer Saison wieder ab. Bereits 1997 gelang der erneute Aufstieg. Nach der Saison 1999/2000, während der man erstmals einen Namenssponsor (Obi) im Mannschaftsnamen trug, kooperierte man mit dem Mitteldeutschen BC und erlaubte so Jugendspielern, beim Bundesligisten mitzutrainieren.
Am Ende der Saison 2000/01 folgte unter Trainer Carl Woodard der Aufstieg in die Südstaffel der 2. Basketball-Bundesliga mit 19 Siegen aus 22 Spielen. Im ersten Jahr erreichte der Verein unter dem neuen Coach Dan Palmer den 12. Tabellenplatz. In der Saison 2002/2003 nahm der Verein den Namen eines Sponsors in den Namen auf und trat als TuS Jena erdgas baskets an. Als neuer Trainer konnte der ehemalige Coach des Mitteldeutschen BC, Frank Menz, verpflichtet werden und man erreichte einen unerwarteten 4. Platz. In der Folgespielzeit (nun als erdgas baskets Jena) landete die Mannschaft in der Schlussabrechnung auf dem achten Platz, ein Jahr später auf dem fünften Platz. Zum 1. Januar 2005 nahm die Baskets Jena GmbH ihre Geschäftstätigkeit auf. Erster Geschäftsführer war Steffen Hausdörfer. In der Sommerpause 2006 konnte mit dem Fitness-Unternehmen Planet of Motion (POM) ein neuer Namenssponsor gefunden werden. Das bis zu diesem Zeitpunkt beste Saisonergebnis erzielte man mit einem zweiten Platz in der Saison 2005/06. Am 21. April 2007 wurden die POM baskets Jena mit dem damals 24-jährigen Trainer Björn Harmsen überraschend Meister der 2. Bundesliga Süd und stiegen in die Basketball-Bundesliga (BBL) auf.

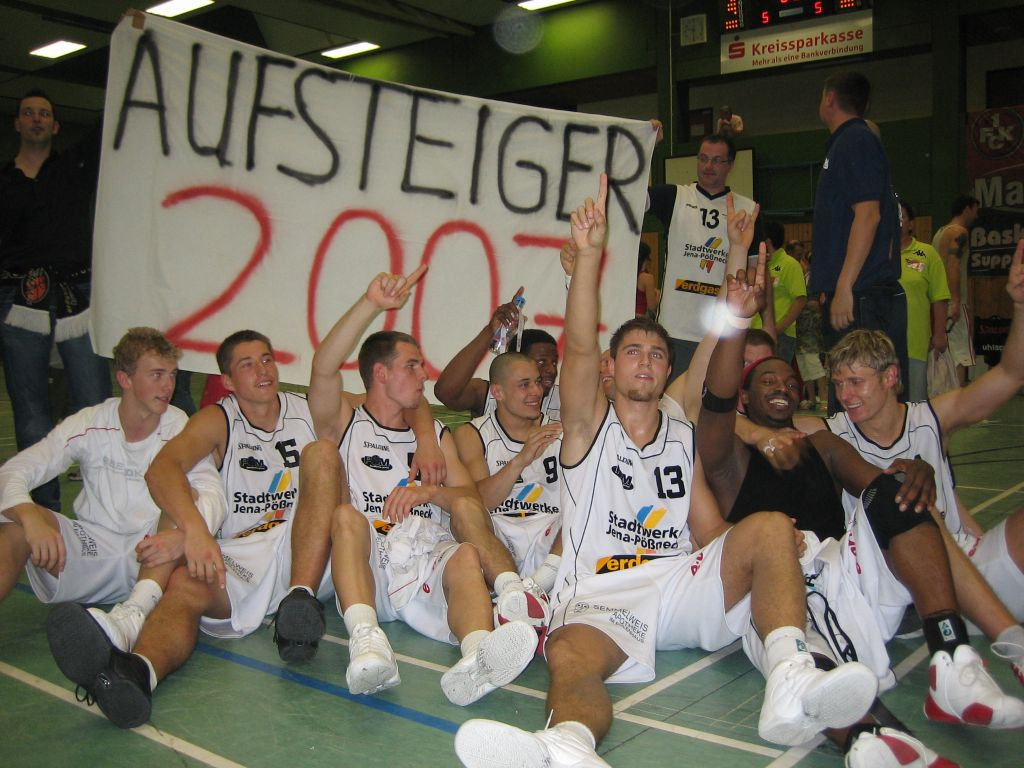
Aufstiegsfeier 2007 in Kaiserslautern

### Etablierung als Science City Jena (2007–2016)
| Saison  | Liga | Platz | Punkte | Körbe     | Play-offs |
| ------- | ---- | ----- | ------ | --------- | --------- |
| 2007/08 | BBL  | 18.   | 10:58  | 2379:2705 | —         |
| 2008/09 | ProA | 06.   | 32:24  | 2368:2305 | —         |
| 2009/10 | ProA | 10.   | 26:34  | 2335:2407 | —         |
| 2010/11 | ProA | 14.   | 16:40  | 2080:2250 | —         |
| 2011/12 | ProA | 08.   | 28:28  | 2330:2336 | VF        |
| 2012/13 | ProA | 07.   | 30:30  | 2597:2578 | HF        |
| 2013/14 | ProA | 05.   | 36:24  | 2858:2670 | VF        |
| 2014/15 | ProA | 04.   | 36:24  | 2508:2365 | VF        |
| 2015/16 | ProA | 02.   | 54:6   | 2316:1961 | Meister   |

Seit dem 7. September 2007 tritt die Profimannschaft als Science City Jena an, nachdem in der Stadt Jena ein Namenssponsor gefunden wurde. Der Name spielt auf den Titel der „Stadt der Wissenschaft“ an, für den Jena sich beworben hatte und der der Stadt 2008 verliehen wurde. Dadurch konnte Jena die wirtschaftlichen Bedingungen für eine Bundesligalizenz erfüllen und mit einem Etat von knapp 1,2 Millionen Euro in die erste Bundesligasaison starten. Die Saison begann wenig vielversprechend: bereits nach drei Saisonspielen musste man sich von Adrian Moss und Al Elliott aufgrund von „vereinsschädigendem Verhalten“ trennen, nachdem beide Spieler nach einer Feier einen Verkehrsunfall verursachten. Nach nur zwei Siegen aus 19 Spielen wurde Björn Harmsen, der bis dahin der jüngste Bundesligatrainer aller Zeiten war, entlassen und von Sean McCaw ersetzt, der noch unmittelbar zuvor als Spieler aktiv war. Nach einjähriger Zugehörigkeit zur BBL stieg der Verein letztlich mit lediglich fünf Siegen als Tabellenletzter wieder ab. Eine Teilnahme am Verfahren zur Erteilung einer Wildcard der BBL für die Saison 2008/09 war ausgeschlossen, da dem Verein keine Lizenz erteilt wurde. Gründe dafür waren die fehlende sportliche Qualifikation und die mangelnde wirtschaftliche Leistungsfähigkeit. Nachdem zunächst auch die Lizenz für die ProA nicht erteilt wurde, konnte im zweiten Anlauf die Teilnahme gesichert werden.
Die Jahre nach dem Abstieg waren geprägt von einer finanziellen sowie sportlichen Konsolidierung des Vereins. Nach Ende der Saison 2008/09 wurde Lars Eberlein neuer kaufmännischer Geschäftsführer der Baskets Jena GmbH. In der nachfolgenden Saison kooperierte man erneut mit dem Bundesligisten Mitteldeutscher BC, die es einigen Spielern mittels einer Doppellizenz erlaubte, sowohl in der ProA als auch der Bundesliga anzutreten. 2011 erfolgte die Gründung des reinen Basketballvereins Science City Jena e. V., der nach der Insolvenz des bisherigen Stammvereins TuS Jena fortan für die Organisation der Jugendmannschaften und des Breitensports verantwortlich ist. Kurz darauf wurde zwischen dem neugegründeten Einspartenverein und der Baskets Jena GmbH auch offiziell ein Kooperationsvertrag unterzeichnet. Obwohl man 2011 noch gegen den Abstieg in die ProB spielte, konnte sich Science City seit Einführung der Play-off-Regelung in der Saison 2011/12 vier Jahre in Folge für die Play-offs der ProA qualifizieren, verpasste jedoch immer den Aufstieg. In der Saison 2015/16 gewann Jena schließlich unter der Leitung von Cheftrainer Björn Harmsen, der die Mannschaft erneut seit 2013 trainierte, den Meistertitel in der 2. Bundesliga ProA und kehrte in die Bundesliga zurück. Harmsen wurde am Ende der Saison zum Coach des Jahres gekürt.

### Rückkehr in die Bundesliga (2016–2019)
| Saison  | Liga | Platz | Punkte | Körbe     | Play-offs |
| ------- | ---- | ----- | ------ | --------- | --------- |
| 2016/17 | BBL  | 13.   | 22:42  | 2415:2654 | —         |
| 2017/18 | BBL  | 13.   | 28:40  | 2677:2790 | —         |
| 2018/19 | BBL  | 18.   | 10:58  | 2640:3039 | —         |

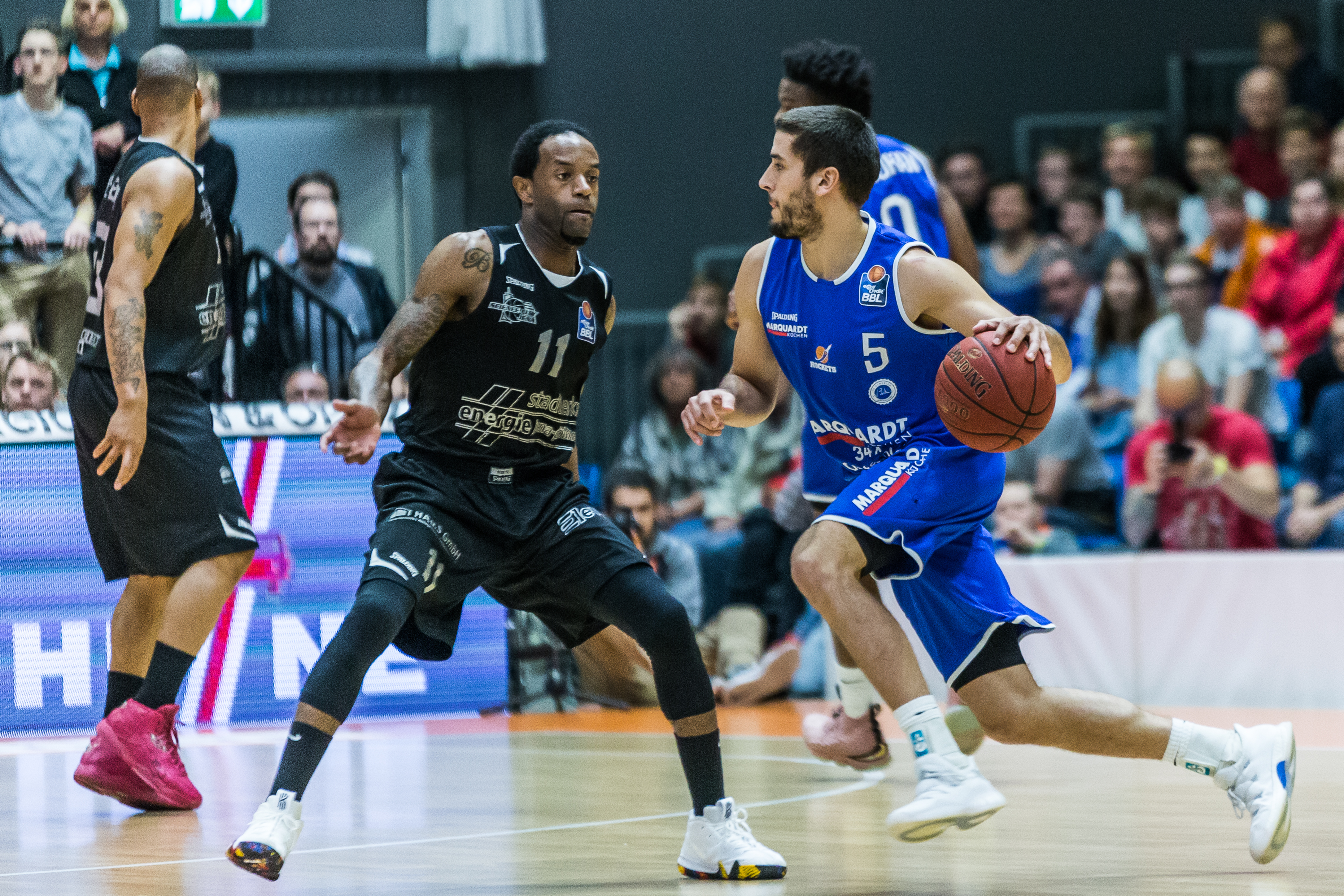
Die beiden Routiniers Immanuel McElroy (Nummer 25, links) und Julius Jenkins (11) standen von 2016 bis zum Abstieg 2019 im Aufgebot der Saalestädter.

Die erste Erstligasaison seit fast zehn Jahren begann unglücklich und in den ersten acht Spielen konnten die Jenenser lediglich zwei Siege verbuchen. Danach stabilisierten sich die Leistungen der Mannschaft und kurzzeitig hielt man sogar Anschluss an die Play-off-Plätze. Zwar wurden die Play-offs letztlich verpasst, doch gelang bereits am 26. Spieltag frühzeitig der erste Klassenerhalt der Vereinsgeschichte und die Lizenz für die Folgesaison wurde ohne Auflagen erteilt.
Mit dem Neuzugang Derrick Allen sowie den gebliebenen Routiniers Julius Jenkins und Immanuel McElroy standen in der nachfolgenden Saison drei Spieler im Alter von über 36 Jahren im Kader, weswegen die Mannschaft teilweise als „Oldie-Truppe“ verballhornt wurde. Während der Saison gab der Verein bekannt, dass Björn Harmsen einen unbefristeten Arbeitsvertrag erhalte, was als ungewöhnlich im Profisport kommentiert wurde. Fünf Spieltage vor Ende der Hauptrunde gelang Jena erneut der frühzeitige Klassenerhalt. Besondere Dramatik erzeugte das letzte Spiel der Saison: Jena empfing im Thüringen-Derby die Rockets, die nur durch einen Sieg den Klassenerhalt sicher hätten schaffen können. Jena gewann das Spiel 85:81 und die Rockets stiegen ab. Am Ende der Saison belegte man wie bereits in der Vorsaison den 13. Platz, jedoch bedeuteten die 14 Siege das bisher beste Saisonergebnis der Thüringer in der Basketball-Bundesliga.
Auch in die dritte Erstligasaison in Folge ging man mit dem Ziel, den Klassenerhalt zu sichern. Aufgrund der Erhöhung des von der Liga geforderten Mindestetats ab der Folgesaison arbeitete man außerdem an der Verbesserung der finanziellen Rahmenbedingungen. Zu Saisonbeginn stellten die Saalestädter mit einem durchschnittlichen Alter von 27,4 Jahren den ältesten Kader der Liga. Trotz einer Niederlage am ersten Spieltag gegen den Vizemeister Alba Berlin mit 112:55, die vierthöchste der Bundesligageschichte, gelang Science City mit drei Siegen aus den ersten sechs Ligaspielen der erfolgreichste Bundesligastart der bisherigen Vereinsgeschichte. Auch im reformierten BBL-Pokal gelang nach einer „Pokal-Sensation“, einem Sieg über die EWE Baskets Oldenburg, der Einzug ins Viertelfinale. Im Anschluss folgte jedoch mit wettbewerbsübergreifend elf Niederlagen am Stück die längste Niederlagenserie, die der Verein je in der BBL hingelegt hat. Als Gründe wurden andauernde Verletzungsprobleme, eine nicht tief genug besetzte Bank und nicht eingeschlagene Neuverpflichtungen genannt. Nachdem Geschäftsführer Lars Eberlein zunächst einen Trainerwechsel ausschloss, musste Trainer Harmsen nach einer andauernden Niederlagenserie sein Amt im April 2019 an seinen Assistenten Marius Linartas abgeben. Gleichwohl verpasste Jena, das in der Saisonschlussphase 15 Niederlagen in Folge einstecken musste, den Verbleib in der höchsten deutschen Spielklasse.

### Neuaufstellung in der ProA (seit 2019)
| Saison  | Liga | Platz | Punkte | Körbe     | Play-offs         |
| ------- | ---- | ----- | ------ | --------- | ----------------- |
| 2019/20 | ProA | 3.    | 36:18  | 2248:2244 | —                 |
| 2020/21 | ProA | 4.    | 37:14  | 2169:1979 | 2. Platz Gruppe 1 |
| 2021/22 | ProA | 3.    | 44:20  | 2902:2618 | HF                |
| 2022/23 | ProA | 15.   | 24:44  | 2717:2806 | —                 |
| 2023/24 | ProA | 5.    | 46:22  | 2879:2676 | HF                |

Nachdem Geschäftsführer Eberlein im Saisonverlauf zunächst den Erwerb einer Wildcard, die trotz sportlichem Abstieg den Verbleib in der BBL bedeuten würde, ausschloss, äußerte man nach Abschluss der Hauptrunde Interesse an ihrem Erwerb. Hintergrund war die Nichterteilung der Bundesligalizenz an den sportlichen Aufsteiger Nürnberg Falcons, wodurch ein Platz in der Liga freiblieb. Im Juli 2019 gab der Verein bekannt, doch keine Wildcard erwerben zu wollen und in der ProA anzutreten. Die ProA-Lizenz wurde ohne Auflagen erteilt. Frank Menz, der bereits von 2002 bis 2006 als Trainer fungierte, übernahm die Mannschaft in Doppelfunktion als Cheftrainer und Sportdirektor. Er unterschrieb einen Vierjahresvertrag. Als Saisonziel gab man die Teilnahme an den Play-offs aus, ein sofortiger Wiederaufstieg wurde der Entwicklung junger Spieler untergeordnet. Im Januar 2020 wurde bekannt, dass Menz nach dem Tod seiner Frau Birgit Menz eine mehrwöchige Auszeit nehmen werde. In der Folge übernahm sein Co-Trainer Steven Clauss vorübergehend die Mannschaft. Im Zuge der COVID-19-Pandemie in Deutschland wurde die ProA-Saison Mitte März kurz vor dem Ende der Hauptrunde vorzeitig beendet. Jena stand zu diesem Zeitpunkt auf dem dritten Tabellenrang. Auch die Folgesaison stand im Schatten der noch immer andauernden Pandemie und bereits vor Saisonbeginn musste sich Jena in häusliche Quarantäne begeben, da einige Nachwuchsspieler aus dem Kader positiv auf SARS-CoV-2 getestet wurden. Nachdem die Mannschaft im weiteren Saisonverlauf nach weiteren Positivbefunden im eigenen Team nur 25 von 28 geplanten Spielen ausspielen konnte, belegte man schlussendlich den vierten Tabellenplatz der Hauptrunde. Im anschließenden Finalturnier, das statt den regulären Playoffs gespielt wurde, belegte man mit vier Siegen aus sechs Spielen den zweiten Rang hinter den Bayer Giants Leverkusen und verpasste somit den sportlichen Aufstieg in die Bundesliga. Den Erwerb einer Wildcard schloss man bereits kurz nach Saisonende aus.
Ende Mai 2021 kam es zwischen Jena und Trainer Menz zur Trennung. Als Grund wurden „unterschiedliche Auffassungen über eine Umstrukturierung und Neuausrichtung“ angegeben. Geschäftsführer Eberlein ließ anlässlich der Bekanntgabe des Menz-Abschieds bekannt, dass man „künftig ein paar Dinge anders ausrichten“ wolle und müsse. Neuer Trainer wurde Domenik Reinboth, der vom ProA-Tabellenletzten der Vorsaison, Ehingen/Urspring, nach Jena wechselte. Im Juli 2021 wurde das in Jena ansässige Pharmazieunternehmen Medipolis neuer Namenssponsor der ersten Herrenmannschaft, die seitdem als Medipolis SC Jena antritt. Die Saison verlief erfolgreich und endete erst im Playoff-Halbfinale, als man gegen den späteren ProA-Meister Rostock Seawolves im vierten Spiel nach einem Buzzer Beater verlor. Geschäftsführer Lars Eberlein kündigte anschließend für die Folgesaison an, dass man den Aufstieg anpeile. Nach einem erfolgreichen Saisonstart wurde jedoch Mitte Dezember 2022 Reinboth seines Amtes enthoben. Zuvor hatte es zwei Niederlagen in Folge gegeben, die Mannschaft stand zum Zeitpunkt der Trennung auf dem siebten Tabellenplatz. Marius Linartas wurde erneut als Cheftrainer eingesetzt. Linartas wurde im Februar 2023 durch den US-Amerikaner Michael Mai ersetzt, nachdem die Mannschaft von vorherigen zehn Spielen neun verloren hatte und in Abstiegsgefahr schwebte. Mai führte die Mannschaft in den letzten elf Saisonspielen zu vier Siegen und Jena sicherte den vorzeitigen Klassenerhalt. Das deutliche Verpassen der ProA-Playoffs und die schlechte Platzierung stellen die schlechteste Leistung Jenas seit der Saison 2010/11 dar.
Im Mai 2023 verkündete die Mannschaftsführung die Rückkehr von Trainer Björn Harmsen. Überregionale Aufmerksamkeit erregte die Verpflichtung des ehemaligen Nationalspielers Joshiko Saibous, der während der COVID-19-Pandemie an Anti-Corona-Kundgebungen teilnahm und Verschwörungserzählungen verbreitete. Die Vereinsverantwortlichen distanzierten sich von der Kritik an Saibou. Die Mannschaft erreichte den fünften Platz in der Hauptrunde und unterlagen erst im Playoff-Halbfinale den Fraport Skyliners Frankfurt. Nach Saisonende zog der bisherige Namenssponsor Medipolis eine Ausstiegsoption, woraufhin der städtische Eigenbetrieb jenakultur erneut die Namenspatenschaft der Profimannschaft übernahm. Dies bedeutete auch eine Rückkehr zum Namen „Science City Jena“ für die Profimannschaft.
In der Saison 2024/25 schloss Jena die Hauptrunde in der 2. Bundesliga ProA auf dem ersten Tabellenplatz ab.

## Namens- und Logogeschichte
- 1994–1999: TuS Jena
- 1999–2000: TuS Obi Jena[16]
- 2000–2002: TuS Jena
- 2002–2003: TuS Jena erdgas baskets
- 2003–2006: erdgas baskets Jena
- 2006–2007: POM baskets Jena
- 2007–2021: Science City Jena
- 2021–2024: Medipolis SC Jena
- seit 2024: Science City Jena

Das Logo von Science City Jena zeigt eine stilisierte Silhouette des Jentowers, einem Wahrzeichen der Stadt, sowie einen Basketball, bei dem Bewegungslinien eine Bewegung andeuten. 2019 wurde das Logo im Zuge der Einführung eines Corporate Designs überarbeitet.

Logo von 2007 bis 2019

## Kader

### Kader 2024/2025
| Spieler | Spieler            | Spieler            | Spieler    | Spieler | Spieler | Spieler             |
| Nr.     | Nat.               | Name               | Geburt     | Größe   | Info    | Letzter Verein      |
| ------- | ------------------ | ------------------ | ---------- | ------- | ------- | ------------------- |
|         |                    | Guards (PG, SG)    |            |         |         |                     |
| 2       | Deutschland        | Raphael Falkenthal | 17.06.2005 | 1,91    | DL      | eigener Nachwuchs   |
| 3       | /                  | Chris Carter       | 07.05.1992 | 1,93    |         | Rostock Seawolves   |
| 9       | Estland            | Hendrik Metsa      | 08.11.2007 | 1,92    |         | Tartu Ulikool       |
| 36      | Deutschland        | Kristofer Krause   | 06.03.2000 | 1,90    |         | Phoenix Hagen       |
|         |                    | Forwards (SF, PF)  |            |         |         |                     |
| 8       | Deutschland        | Robin Christen     | 19.04.1991 | 2,02    |         | Ratiopharm Ulm      |
| 15      | Deutschland        | Lukas Passarge     | 14.12.2004 | 2,04    |         | Brose Bamberg       |
| 22      | Deutschland        | Dominik Shusel     | 15.06.1999 | 2,01    |         | eigener Nachwuchs   |
| 25      | Deutschland        | Lorenz Bank        | 06.04.2001 | 1,95    |         | eigener Nachwuchs   |
| 35      | Deutschland        | Stephan Haukohl    | 27.06.1993 | 2,05    |         | Nürnberg Falcons BC |
|         |                    | Center (C)         |            |         |         |                     |
| 11      | Deutschland        | Robin Lodders      | 30.11.1994 | 2,06    |         | Rasta Vechta        |
| 28      | Deutschland        | Best Otakho        | 28.02.2001 | 2,16    |         | Cuxhaven Baskets    |
| 41      | Vereinigte Staaten | Alex Herrera       | 15.08.1992 | 2,06    |         | Kapfenberg Bulls    |

| Trainer            | Trainer        | Trainer         |
| Nat.               | Name           | Position        |
| ------------------ | -------------- | --------------- |
| Deutschland        | Björn Harmsen  | Cheftrainer     |
| Vereinigte Staaten | Kendall Chones | Co-Trainer      |
| Deutschland        | Rico May       | Athletiktrainer |

| Legende              | Legende            |
| Abk.                 | Bedeutung          |
| -------------------- | ------------------ |
| (C)                  | Mannschaftskapitän |
| DL                   | Doppellizenz       |
| Quellen              |                    |
| Teamhomepage         |                    |
| Ligahomepage         |                    |
| Stand: 25. Juli 2024 |                    |

| Legende              | Legende            |
| Abk.                 | Bedeutung          |
| -------------------- | ------------------ |
| (C)                  | Mannschaftskapitän |
| DL                   | Doppellizenz       |
| Quellen              |                    |
| Teamhomepage         |                    |
| Ligahomepage         |                    |
| Stand: 25. Juli 2024 |                    |

### Kader 2021/2022
| Spieler | Spieler            | Spieler                   | Spieler    | Spieler | Spieler | Spieler                                 |
| Nr.     | Nat.               | Name                      | Geburt     | Größe   | Info    | Letzter Verein                          |
| ------- | ------------------ | ------------------------- | ---------- | ------- | ------- | --------------------------------------- |
|         |                    | Guards (PG, SG)           |            |         |         |                                         |
| 2       | Schweiz            | Jonathan Kazadi           | 09.06.1991 | 1,94    |         | Lille Metropole Basket                  |
| 5       | Deutschland        | Nico Brauner              | 01.11.1994 | 1,87    |         | Kirchheim Knights                       |
| 8       | Litauen            | Bartautas Linartas        | 09.01.2003 | 1,83    | DL      | eigener Nachwuchs                       |
| 11      | Vereinigte Staaten | Rayshawn Simmons          | 25.09.1993 | 1,92    |         | Kangoeroes Basket Mechelen              |
| 12      | Litauen            | Adomas Linartas           | 09.01.2003 | 1,83    | DL      | eigener Nachwuchs                       |
| 16      | Deutschland        | Moritz Plescher           | 04.10.2000 | 1,95    |         | Brose Bamberg                           |
| 44      | Serbien            | Vuk Radojičić             | 29.06.2001 | 1,85    | DL      | KK Borac Čačak                          |
|         |                    | Forwards (SF, PF)         |            |         |         |                                         |
| 10      | Deutschland        | Julius Wolf               | 26.01.1993 | 2,01    | (C)     | FC Bayern München                       |
| 13      | Vereinigte Staaten | Clint Chapman             | 06.03.1989 | 2,08    |         | Victoria Libertas Pesaro                |
| 25      | Deutschland        | Lorenz Bank               | 06.04.2001 | 1,95    | DL      | eigener Nachwuchs                       |
| 33      | Vereinigte Staaten | Brandon Thomas            | 17.08.1984 | 1,98    |         | JobStairs GIESSEN 46ers                 |
| 35      | Deutschland        | Stephan Haukohl           | 27.06.1993 | 2,05    |         | Nürnberg Falcons BC                     |
|         |                    | Center (C)                |            |         |         |                                         |
| 21      | Brasilien          | Rafael Alberton Rodrigues | 12.02.2001 | 2,14    | DL      | International Basketball Academy Munich |
| 22      | Deutschland        | Johann Walter             | 22.07.2003 | 2,10    | DL      | eigener Nachwuchs                       |
| 41      | Vereinigte Staaten | Alex Herrera              | 15.08.1992 | 2,06    |         | Kapfenberg Bulls                        |

| Trainer     | Trainer              | Trainer     |
| Nat.        | Name                 | Position    |
| ----------- | -------------------- | ----------- |
| Deutschland | Domenik Reinboth     | Cheftrainer |
| Belarus     | Alexander Osipovitch | Co-Trainer  |
| Litauen     | Marius Linartas      | Co-Trainer  |

| Legende                 | Legende            |
| Abk.                    | Bedeutung          |
| ----------------------- | ------------------ |
| (C)                     | Mannschaftskapitän |
| DL                      | Doppellizenz       |
| Quellen                 |                    |
| Teamhomepage            |                    |
| Ligahomepage            |                    |
| Stand: 9. Dezember 2021 |                    |

| Legende                 | Legende            |
| Abk.                    | Bedeutung          |
| ----------------------- | ------------------ |
| (C)                     | Mannschaftskapitän |
| DL                      | Doppellizenz       |
| Quellen                 |                    |
| Teamhomepage            |                    |
| Ligahomepage            |                    |
| Stand: 9. Dezember 2021 |                    |

### Zu- und Abgänge 2021/2022
| Zugänge | Abgänge |
| Vor Saisonbeginn | Vor Saisonbeginn |
| --- | --- |
| - Nico Brauner (Kirchheim Knights) - Alex Herrera ( Kapfenberg Bulls) - Rayshawn Simmons ( Kangoeroes Basket Mechelen) - Jonathan Kazadi ( Lille Métropole BC) - Moritz Plescher (Brose Bamberg) - Clint Champman ( Victoria Libertas Pesaro) - Brandon Thomas (Gießen 46ers) - Domenik Reinboth (Cheftrainer, Team Ehingen Urspring) - Alexander Osipovitch (Co-Trainer, FC Schalke 04) | - Frank Menz (Cheftrainer) - Steven Clauss (Co-Trainer) - Dennis Nawrocki (Gießen 46ers) - Melvin Jostmann (Bayer Giants Leverkusen) - Joschka Ferner (RASTA Vechta) - Kasey Hill (Ziel unbekannt) - Marcus Tyus ( Belfius Mons-Hainaut) - Norense Odiase ( Motor City Cruise) - Robin Lodders (RASTA Vechta) - Andrew Smith ( BC Luleå) - Demarcus Holland ( Ferroviário Maputo) - Matthew Vest (Ziel unbekannt) - Zamal Nixon ( Promitheas Patras) |
| Während der Saison | |
| - DaVonté Lacy ( Patrioti Levice) | |

## Mitglieder und Fans

Entwicklung der Zahl der Mitglieder mit Spielerlizenz bis 2020

Der Science City Jena e. V. zählte 2021 ungefähr 600 Mitglieder und ist seit 2024 mit 668 Mitgliedern einer der 50 größten Sportvereine Thüringens. Mit über 400 aktiven Mitgliedern, d. h. Mitglieder mit einer Spiellizenz, zählt der Verein zu den 50 größten Basketballvereinen Deutschlands. Diese Zahl bezieht sich ausschließlich auf Mitglieder mit Teilnehmerausweis, die am Spielbetrieb teilnehmen, und nicht auf passive Mitgliedschaften. Damit ist der Verein der größte Basketballverein Thüringens und nach den Rostock Seawolves der zweitgrößte Basketballverein der neuen Länder (ohne Berlin).
Im Laufe der Zeit gab es einige Fangruppierungen, die als offizielle Fanklubs agierten. 2003 wurde der D-Fans Jena e. V. als erste organisierte Fangruppe gegründet. 2008 löste sich der Verein auf. Seit dem Jahr 2007 gab es eine weitere Gruppierung, die aus Teilen des Fanclub D-Fans Jena e. V. entstanden ist, die Sprungball Ultras Jena. Nach einem Streit zwischen Fanclub und Vereinsführung, in dem die Fans dem Verein unter anderem mangelhafte Kommunikation vorwarfen, löste sich die Organisation Anfang 2015 auf. Seit 2016 tritt die Fangruppierung JenensAir als offizieller Fanclub auf. Im gleichen Zeitraum entstand auch die Fangruppierung Baseline Crew.

## Weitere Mannschaften

### 2. Herrenmannschaft (Culture City Weimar)
Bis 2005 spielte die zweite Mannschaft des TuS Jena in der 1. Regionalliga Südost. Nach dem Abstieg in der Saison 2004/05 spielte man (bis auf die Saison 2007/08, in der man auf- und unmittelbar wieder abstieg) ununterbrochen in der 2. Regionalliga Südost. 2011 übernahm man nach der Insolvenz des bisherigen Stammvereins den Namen des neuen Vereins Science City Jena. 2016 gelang schließlich der erneute Wiederaufstieg in die 1. Regionalliga. In der Saison 2018/19 trug die Mannschaft erstmals ein Heimspiel im benachbarten Weimar aus, woraufhin man bekannt gab, dass alle Heimspiele der Folgesaison dort stattfinden sollen. Die Mannschaft tritt seitdem unter dem Namen Culture City Weimar an, eine Kooperation der Baskets Jena GmbH mit dem HSV Weimar und dem KSSV Victoria Weimar. Laut dem damaligen Sportdirektor Frank Menz sei das Ziel, dass die Mannschaft perspektivisch in die ProB aufsteige. 2023 wurde die Zusammenarbeit um mindestens ein weiteres Jahr verlängert.

### Frauenmannschaft
Die Frauenmannschaft des TuS Jena wurde 2003 Meister der Regionalliga und stieg in die 2. Damen-Basketball-Bundesliga auf. Leistungsträger der Mannschaft waren die ehemalige Nationalspielerin Birgit Menz sowie ihre Tochter Tina. Ab 2005 spielte man nach einem Wechsel des Hauptsponsors unter dem Namen TuS Ladybaskets Jena, ab 2008 dann als TuS Jena Burgaupark Ladybaskets. Nach der Rückgabe der Lizenz für die 2. DBBL 2011 und der Auflösung des Stammvereins TuS Jena gab es keine Senioren-Frauenmannschaft mehr im Verein. Erst 2014 trat erstmals wieder eine Frauenmannschaft in der Oberliga an, diesmal unter dem Namen Science City Jena.

### Nachwuchskonzept
Mit dem Jenaer GutsMuths-Sportgymnasium und dem TuS Jena wurde ein Ausbildungsprogramm erarbeitet, so dass sich im Kader der Mannschaft auch immer junge deutsche Nachwuchsspieler finden. Im Dezember 2011 wurde durch die ehemaligen Abteilungsleitung Basketball des TuS Jena und der Baskets Jena GmbH der Science City Jena e. V. gegründet und das Ausbildungskonzept fortgeführt, da der TuS Jena Insolvenz anmelden musste.
Seit Beginn der Nachwuchs-Basketball-Bundesliga in der Saison 2006/07 stellte Jena eine Mannschaft in der Altersklasse U19 unter dem Namen Funkwerk Junior Baskets Jena. Ebenfalls seit Beginn der Jugend-Basketball-Bundesliga in der Saison 2009/10 stellte Jena eine U-16-Mannschaft unter dem Namen PlanOrg Junior Baskets Jena. Seit dem Sommer 2010 spielen beide Mannschaften unter dem Namen der ProA-Mannschaft. Somit wurden die Funkwerk Junior Baskets Jena zu Science City Funkwerk Baskets Jena und die PlanOrg Junior Baskets Jena zu Science City PlanOrg Baskets Jena. Seit der Saison 2012/13 spielen alle Mannschaften einheitlich als Science City Jena. Im Zeitraum von 2017 bis 2020 wurde das Nachwuchsprogramm des Vereins jedes Jahr von der BBL mit der dritthöchsten Auszeichnung einem Ball zertifiziert. 2019 organisierte Jena erstmals das TOP-4-Turnier der NBBL und JBBL. Bei diesem Turnier verbuchte die JBBL-Mannschaft mit der Vizemeisterschaft auch den größten Erfolg der bisherigen Vereinsgeschichte. Bei der erneuten Nachwuchszertifizierung durch die Bundesligen wurde Science City Jena im Februar 2025 erstmals mit der Plakette in Gold ausgezeichnet und damit einer von insgesamt nur drei Clubs, die bisher die Einstufung mit Gold erhielten.
Seit 2017 ist man mit zwei Mannschaften in der neugegründeten Mitteldeutschen Liga Basketball, einem Gemeinschaftsprojekt des Thüringer Basketball Verbands sowie der Basketballverbände Sachsen und Sachsen-Anhalt, in den Altersklassen U14 und U12 vertreten. Von 2018 bis zum Saisonabbruch aufgrund von Covid19 trat Science City Jena mit einer bzw. mehreren Mannschaften (teilweise unterstützt von Spielern von BiG Gotha) in der European Youth Basketball League an. Seit der Wiederaufnahme des Spielbetriebs nach Covid19 spielt der Verein in der Central European Youth Basketball League (CEYBL) und startete 2024/25 dort in den Altersklassen U15 und U17. In der Saison 2024/25 gewann die U18 von Science City Jena die Bronzemedaille im DBB Pokal.

### E-Sport
Von 2019 bis 2020 unterhielt der Verein eine E-Sport-Sparte, welche im Spiel NBA 2K antrat.

## Spielstätte
| Saison                                                                                                  | Liga | Gesamt (Heimspiele)                                                                  | Schnitt                                                                              | Kapazität                                                                            | Auslastung                                                                           | Quelle                                                                               |
| --- | ---- | ------------------------------------------------------------------------------------ | ------------------------------------------------------------------------------------ | ------------------------------------------------------------------------------------ | ------------------------------------------------------------------------------------ | ------------------------------------------------------------------------------------ |
| 2007/08                                                                                                 | BBL  | 38.522 (17)                                                                          | 2.266                                                                                | 3.000                                                                                | 75,5 %                                                                               | [ 109 ]                                                                              |
| 2008/09                                                                                                 | ProA | – (15)                                                                               | 1.270                                                                                | 3.000                                                                                | 42,3 %                                                                               | [ 110 ]                                                                              |
| 2009/10                                                                                                 | ProA | – (15)                                                                               | 1.170                                                                                | 1.500                                                                                | 78,0 %                                                                               | [ 110 ]                                                                              |
| 2010/11                                                                                                 | ProA | – (15)                                                                               | 1.150                                                                                | 1.500                                                                                | 76,7 %                                                                               | [ 110 ]                                                                              |
| 2011/12                                                                                                 | ProA | – (15)                                                                               | 990                                                                                  | 1.500                                                                                | 66,0 %                                                                               | [ 110 ]                                                                              |
| 2012/13                                                                                                 | ProA | – (19)                                                                               | 1.250                                                                                | 1.500                                                                                | 83,3 %                                                                               | [ 110 ]                                                                              |
| 2013/14                                                                                                 | ProA | – (17)                                                                               | 1.680                                                                                | 1.500/2.750                                                                          | –                                                                                    | [ 110 ]                                                                              |
| 2014/15                                                                                                 | ProA | 35.022 (17)                                                                          | 2.060                                                                                | 2.750                                                                                | 74,9 %                                                                               | [ 111 ]                                                                              |
| 2015/16                                                                                                 | ProA | 48.800 (20)                                                                          | 2.440                                                                                | 2.750                                                                                | 88,7 %                                                                               | [ 111 ]                                                                              |
| 2016/17                                                                                                 | BBL  | 41.842 (16)                                                                          | 2.615                                                                                | 3.076                                                                                | 85,0 %                                                                               | [ 112 ]                                                                              |
| 2017/18                                                                                                 | BBL  | 42.867 (17)                                                                          | 2.522                                                                                | 3.076                                                                                | 82,0 %                                                                               | [ 112 ]                                                                              |
| 2018/19                                                                                                 | BBL  | 40.958 (17)                                                                          | 2.409                                                                                | 3.076                                                                                | 78,3 %                                                                               | [ 112 ]                                                                              |
| 2019/20                                                                                                 | ProA | 30.964 (15)                                                                          | 2.064                                                                                | 3.125                                                                                | 66,0 %                                                                               | [ 111 ]                                                                              |
| 2020/21                                                                                                 | ProA | Wegen der COVID-19-Pandemie in Deutschland fanden keine Spiele vor Zuschauern statt. | Wegen der COVID-19-Pandemie in Deutschland fanden keine Spiele vor Zuschauern statt. | Wegen der COVID-19-Pandemie in Deutschland fanden keine Spiele vor Zuschauern statt. | Wegen der COVID-19-Pandemie in Deutschland fanden keine Spiele vor Zuschauern statt. | Wegen der COVID-19-Pandemie in Deutschland fanden keine Spiele vor Zuschauern statt. |
| 2021/22                                                                                                 | ProA | 10.666 (16) a                                                                        | 667                                                                                  | 3.076                                                                                | 21,7 %                                                                               | [ 111 ]                                                                              |
| 2022/23                                                                                                 | ProA | 28.390 (17)                                                                          | 1.670                                                                                | 3.076                                                                                | 54,3 %                                                                               | [ 111 ]                                                                              |
| 2023/24                                                                                                 | ProA | 47.734 (19)                                                                          | 2.512                                                                                | 3.120                                                                                | 81 %                                                                                 | [ 111 ]                                                                              |
| a Aufgrund von Pandemie-bedingten Maßnahmen war die Zuschauerzahl bei den meisten Heimspielen begrenzt. |      |                                                                                      |                                                                                      |                                                                                      |                                                                                      |                                                                                      |

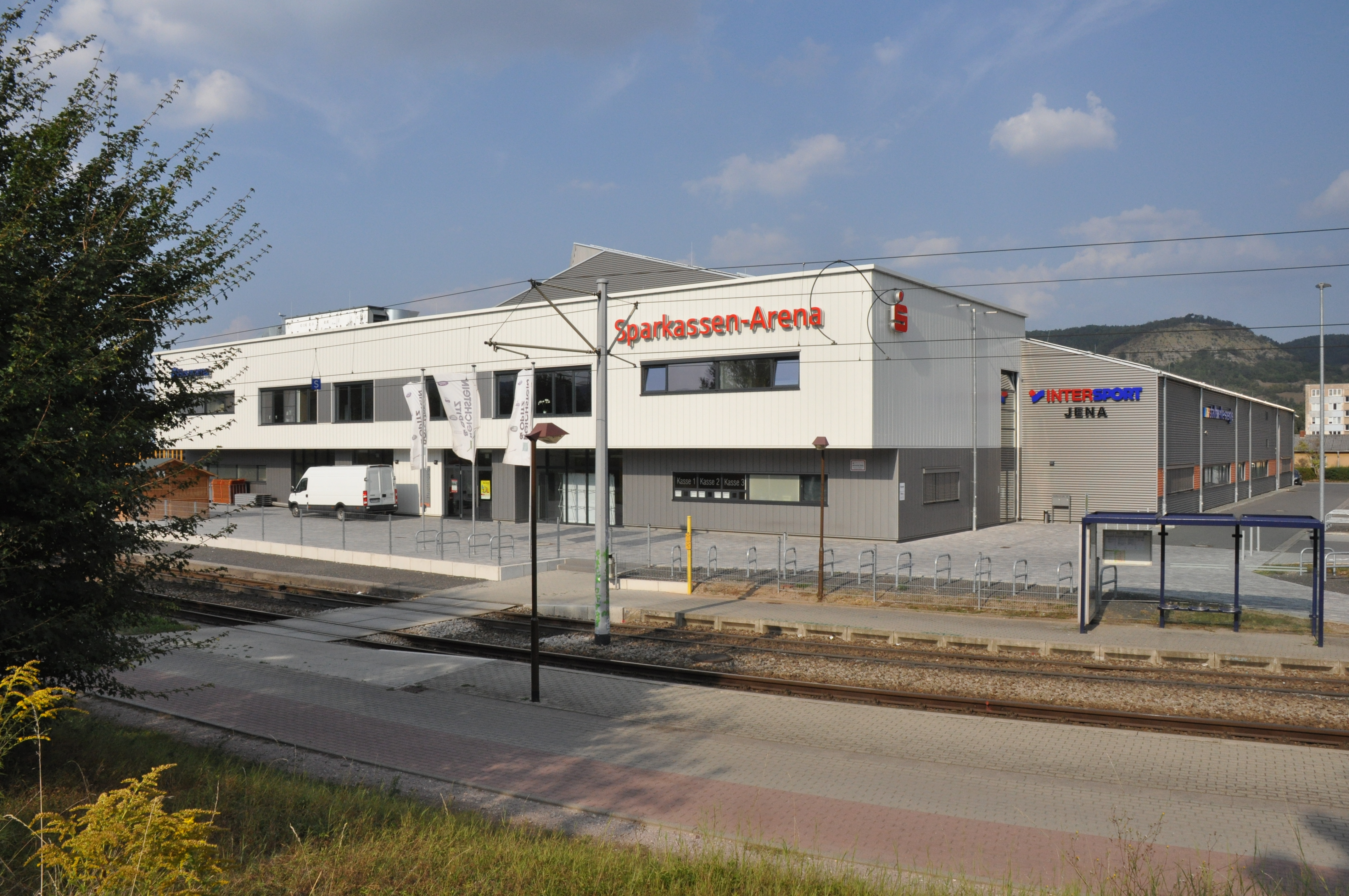
Sparkassen-Arena 2016

Bis 2007 trug die Mannschaft von Science City Jena ihre Heimspiele in der Werner-Seelenbinder-Halle in Jena-Neulobeda aus. Nach dem Aufstieg in die Basketball-Bundesliga brauchte die Mannschaft eine neue Spielstätte, da die bisherige Halle nicht den Anforderungen der Liga genügte. Diese forderte eine Hallenkapazität von 3000 Zuschauern. Als Übergangslösung für die erste Bundesligasaison wurde die „JenArena“ aufgebaut, eine Leichtbauhalle für 3000 Zuschauer, die auf dem Gelände des ehemaligen Namenssponsors Planet of Motion errichtet wurde. Nachdem man sich in den Folgejahren auf keinen permanenten Neubau einigen konnte, spielte man auch nach dem Abstieg 2008 zunächst in der Halle, bevor man 2009 in die Werner-Seelenbinder-Halle zurückkehrte. 2012 verkaufte man das „Zelt“ an ProA-Aufsteiger BiG Gotha.
Eine langfristige Hallenlösung, die auch die Anforderungen der Bundesliga erfüllte, wurde über mehrere Jahre ergebnislos diskutiert. 2010 begannen schließlich die ersten Planungen für einen Neubau in Jena-Burgau, der 2012 offiziell beschlossen wurde und dessen Bau im Dezember desselben Jahres begann. 2013 sicherte sich die Sparkasse Jena-Saale-Holzland für 10 Jahre die Namensrechte an der neuen Halle, welche auch für Veranstaltungen wie Konzerte oder Messen genutzt werden solle. Die Sparkassen-Arena, welche bis zu 3076 Zuschauern Platz bietet, wurde schließlich Anfang 2014 eingeweiht. Auf dem Arenengelände begannen 2017 Bauarbeiten für zusätzliche Trainingshallen und eine Physiotherapiepraxis.

## Bekannte ehemalige Spieler und Trainer

### Spielerinnen
Die Angabe in Klammern nennt den Zeitraum, in dem ein Spieler für die Mannschaft aktiv war.

#### Männer
- Sebastian Machowski (2004)
- / Sean McCaw (2006–2008): Meister 2. Basketball-Bundesliga Süd 2007
- Johannes Voigtmann (2010–2012)
- Georg Voigtmann (2010–2016)
- Immanuel McElroy (2015–2019): ProA-Meister 2016
- Julius Jenkins (2016–2019)
- Derrick Allen (2017–2019)

#### Frauen
- Birgit Menz (geb. Eggert) (2002–2007): Aufstieg in die 2. DBBL 2003, Nationalspielerin für die DDR (24 Spiele) und die Bundesrepublik Deutschland (70 Spiele)
- Tina Rothämel (geb. Menz) (2003–2008): 58 Spiele für die A-Nationalmannschaft

#### Geschützte Trikot-Nummern
Bisher hat der Verein vier Rückennummern gesperrt, die nicht mehr vergeben werden.
- Nr. 4:  Mischa Zlotowski (1996–2010): Meister 2. Basketball-Bundesliga Süd 2007[124]
- Nr. 6:  Alexander Seggelke (2005–2009): Meister 2. Basketball-Bundesliga Süd 2007[125]
- Nr. 7:  Ermen Reyes-Napoles (2001–2020): Meister 2. Basketball-Bundesliga Süd 2007, ProA-Meister 2016; BBL-Rekordspieler für Jena[126]
- Nr. 31:  Guido Grünheid (1997–2000 und 2015–2016): ProA-Meister 2016, 38 Spiele für die A-Nationalmannschaft[127]

### Trainer (seit 1999)
| Amtszeit        | Name             |
| --------------- | ---------------- |
| 1999–2001       | Carl Woodard     |
| 2001–2002       | Dan Palmer       |
| 2002–2006       | Frank Menz       |
| 2006–02/2008    | Björn Harmsen    |
| 02/2008–2009    | Sean McCaw       |
| 2009–12/2009    | Tino Stumpf      |
| 12/2009–2010    | Georg Eichler    |
| 2010–03/2011    | Tino Stumpf      |
| 03/2011–2013    | Georg Eichler    |
| 2013–04/2019    | Björn Harmsen    |
| 04/2019–05/2019 | Marius Linartas  |
| 2019–2021       | Frank Menz       |
| 2021–12/2022    | Domenik Reinboth |
| 12/2022–02/2023 | Marius Linartas  |
| 02/2023–05/2023 | Michael Mai      |
| 05/2023–        | Björn Harmsen    |